# Ogyū Sorai

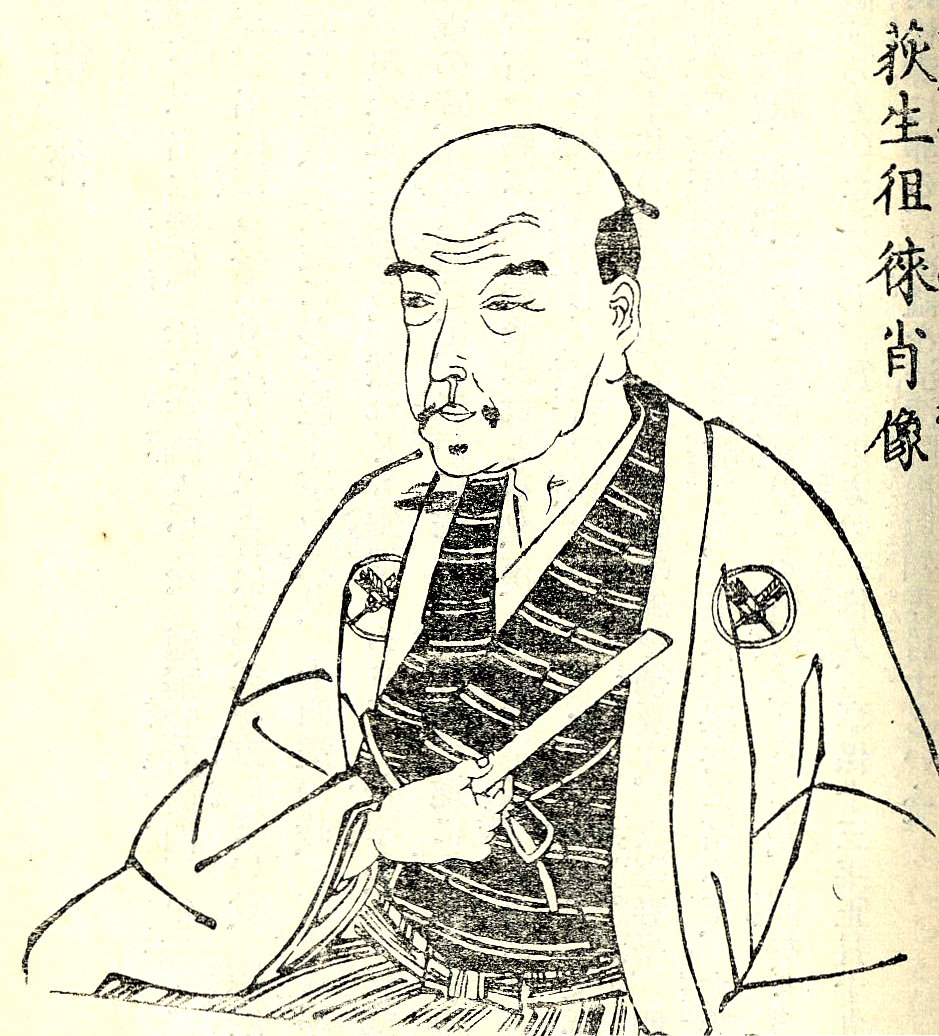
Imagen de Ogyū Sorai del libro japonés『先哲像伝』.

Ogyū Sorai (荻生 徂徠?  Edo, Japón, 21 de marzo de 1666 - 28 de febrero de 1728), también conocido por el seudónimo de Butsu Sorai, fue un filósofo confuciano japonés, considerado el erudito más influyente durante el período Tokugawa.

## Antecedentes
Fue el segundo hijo de un samurái que trabajó como médico personal de Tokugawa Tsunayoshi, quien se convertiría en el quinto shōgun del Japón. Estudió las doctrinas confucianas de Zhu Xi, y para el año 1690 se convirtió en profesor privado de clásicos chinos. Pasó al servicio de Yanagisawa Yoshiyasu, un veterano consejero de Tsunayoshi en 1669. Después de la muerte de Tsunayoshi en 1709 dejó las enseñanzas de Zhu Xi para crear su propia filosofía.
Su principal campo de estudio era aplicar las enseñanzas del Confucianismo al gobierno y al orden social. Fue crítico del modo como se manejaba la economía y la política del Japón de ese entonces, así como la cultura mercantilista y el dominio de viejas instituciones que para esa época se habían debilitado. Sorai atrajo muchos seguidores con sus enseñanzas y creó la Escuela Sorai, que tuvo influencia en el futuro pensamiento confuciano del Japón.

## Enseñanzas
Sorai escribió muchas obras influyentes, en las cuales identificaba dos debilidades fundamentales en la filosofía neoconfuciana. En primer lugar, dudaba que el hecho de que un individuo quiera actuar de manera ética, perfeccionando su carácter moral, fuera suficiente para superar la crisis política de la época. A esta conclusión llegó tras observar que los antiguos gobernantes de China no se preocupaban solo por la moralidad, sino también por el gobierno. Su segundo desacuerdo con el neoconfucianismo fue provocado por el énfasis que el neoconfucianismo ponía en la moralidad. Según Sorai, al poner demasiado énfasis en la moralidad, se reprimía la naturaleza humana, basada en las emociones.
Sin embargo, creía que estas debilidades no se debían porque el Confucianismo tuviera deficiencias de por sí, sino por la mala interpretación de los textos clásicos chinos por parte de los neoconfucianos, quienes según él "no conocían las viejas palabras". Sorai acudió a los textos antiguos para obtener un conocimiento más confiable, declarando que "la última forma de conocimiento erudito es la historia". Para él, los trabajos históricos eran la mejor fuente de conocimiento existente, inclusive para un presente siempre cambiante. También Sorai pensaba que el estudio de la filosofía empieza con el estudio del lenguaje.
Sorai también discrepaba con el pensamiento neoconfuciano en otros aspectos. Argumentaba que el Camino no era un principio predeterminado del universo, sino una creación de los hombres, de los antiguos sabios que lo describían en los textos confucianos clásicos. Esos textos preparaban al lector para seguir el Camino, que se dividía en los ritos (rei) y la música (gaku); el primero daba orden social, mientras que la segunda era inspiración para el corazón. Por lo tanto, permitía directamente el flujo de emociones, algo negado por el moralismo del neoconfucianismo. En consecuencia, Sorai creía que uno debía cultivarse por medio de la música y la poesía. Adicionalmente, como producto de sus enseñanzas que enfatizaban la literatura como forma fundamental de la expresión humana, la escritura china empezó a prosperar en el Japón, y su escuela produjo varios grandes escritores de composición china en ese entonces.
También Sorai era partidario de la clase samurái. Para él, las instituciones que alguna vez estuvieron bajo un gran liderazgo declinaron, razón por la cual era menos probable que hombres más idóneos las dirigieran. Por eso, los samuráis serían los mejores gobernantes, pues reaccionaban mejor ante un sistema de recompensa y castigo. Específicamente notó este problema en el orden impuesto por los Tokugawa, que había alcanzado el éxito empobreciendo a las clases más bajas. Asimismo fue crítico de los mercaderes de la época, a quienes acusaba de conspirar para arreglar los precios de sus productos. No obstante, hay que notar que aunque defendía a los más pobres, no tenía especial apego hacia ellos; alguna vez declaró:

¿Qué posible beneficio puede obtener la gente común al salirse de su lugar propio en la vida y estudiar tales libros [como los clásicos confucianos]?

Algunos eruditos posteriores criticaron su obra y encontraron sus enseñanzas nada prácticas. Por ejemplo, Goi creía que Sorai sólo quería superar a Ito Jinsai, otro confucianista que lo había influenciado en gran medida, y con ese fin había llevado sus argumentos a un nivel que rayaba en lo absurdo. Para Goi, si alguna de sus enseñanzas hubiera llegado a implementarse, habría causado un daño enorme a la filosofía moral. Otro estudioso crítico con las enseñanzas de Ogyū fue Nakai Chikuzan, muy familiarizado con la crítica realizada por Goi. Goi expuso esta en su ensayo Hi-Butsu hen, escrito en la década de 1730, pero que no fue publicado hasta 1766 por Chikuzan y su hermano. Nakai escribió posteriormente la suya, Hi-Chō (1785), refutando de forma bastante emotiva las enseñanzas de Ogyū. En ella rechaza la idea de que los individuos no pueden superarse a través de elecciones morales. Nakai afirma que, muy al contrario, podemos juzgar la veracidad de las ideas y la justicia moral de las acciones. La negación de estos principios morales nos llevaría, según Nakai, a tener solo “ritos y reglas” que seguir.

## Obras
- Regulaciones para estudiar (Gakusoku, 1715)
- Distinguiendo el Camino (Bendō, 1717)
- Las enseñanzas del maestro Sorai (Sorai sensei tōmonsho, 1724)